# Norra Hagunda församling
Norra Hagunda församling är en församling  i Upplands västra kontrakt i Uppsala stift. Församlingen ligger i Uppsala kommun i Uppsala län och utgör ett eget pastorat.

## Administrativ historik
Församlingen bildades 2006 genom sammanslagning av Järlåsa, Läby, Skogs-Tibble, Vänge och Ålands församlingar. Församlingens område motsvarar en tidigare storkommun, Norra Hagunda landskommun, som inrättades vid kommunreformen 1952.

## Kyrkor
- Läby kyrka
- Vänge kyrka
- Ålands kyrka
- Skogs-Tibble kyrka
- Järlåsa kyrka